# Ambra Angiolini
Ambra Angiolini (ur. 22 kwietnia 1977 w Rzymie) – włoska prezenterka telewizyjna, piosenkarka i aktorka.
Karierę zaczęła w wieku 15 lat od udziału w drugiej edycji konkursu Non è la Rai. Jako piosenkarka debiutowała w 1994 roku albumem T'appartengo.

## Dyskografia
- 1994 – T'appartengo
- 1996 – Angiolini
- 1997 – Ritmo vitale
- 1999 – In canto

## Filmografia
- 2000 − Maria Magdalena jako Salome